# Platysmacheilus nudiventris
Platysmacheilus nudiventris is een straalvinnige vissensoort uit de familie van de eigenlijke karpers (Cyprinidae). De wetenschappelijke naam van de soort is voor het eerst geldig gepubliceerd in 1977 door Luo, Le & Chen.